# South Park/Episodenliste

Logo zur Serie

Diese Episodenliste enthält alle Episoden der US-amerikanischen Zeichentrickserie South Park, sortiert nach der US-amerikanischen Erstausstrahlung. Die Fernsehserie umfasst derzeit 27 Staffeln mit 330 Episoden. Im Jahr 1999 erschien zudem mit South Park: Der Film – größer, länger, ungeschnitten ein Kinofilm zur Serie.

## Übersicht
| Staffel | Episodenanzahl | Erstausstrahlung USA | Erstausstrahlung USA | Deutschsprachige Erstausstrahlung | Deutschsprachige Erstausstrahlung |
| Staffel | Episodenanzahl | Staffelpremiere      | Staffelfinale        | Staffelpremiere                   | Staffelfinale                     |
| ------- | -------------- | -------------------- | -------------------- | --------------------------------- | --------------------------------- |
| 1       | 13             | 13. August 1997      | 25. Februar 1998     | 5. September 1999                 | 28. November 1999                 |
| 2       | 18             | 1. April 1998        | 20. Januar 1999      | 7. Oktober 2000                   | 24. Februar 2001                  |
| 3       | 17             | 7. April 1999        | 12. Januar 2000      | 3. November 2001                  | 9. März 2002                      |
| 4       | 17             | 5. April 2000        | 20. Dezember 2000    | 31. August 2002                   | 21. Dezember 2002                 |
| 5       | 14             | 20. Juni 2001        | 12. Dezember 2001    | 27. September 2003                | 27. Dezember 2003                 |
| 6       | 17             | 6. März 2002         | 11. Dezember 2002    | 11. September 2004                | 8. Januar 2005                    |
| 7       | 15             | 19. März 2003        | 17. Dezember 2003    | 10. September 2005                | 7. Januar 2006                    |
| 8       | 14             | 17. März 2004        | 15. Dezember 2004    | 8. Januar 2007                    | 6. Februar 2007                   |
| 9       | 14             | 9. März 2005         | 7. Dezember 2005     | 7. Februar 2007                   | 12. März 2007                     |
| 10      | 14             | 22. März 2006        | 15. November 2006    | 13. März 2007                     | 7. Februar 2008                   |
| 11      | 14             | 7. März 2007         | 14. November 2007    | 7. Februar 2008                   | 27. März 2008                     |
| 12      | 14             | 12. März 2008        | 19. November 2008    | 11. Februar 2009                  | 19. Juni 2009                     |
| 13      | 14             | 11. März 2009        | 18. November 2009    | 9. Februar 2010                   | 11. Mai 2010                      |
| 14      | 14             | 17. März 2010        | 17. November 2010    | 17. Dezember 2010                 | 4. März 2011                      |
| 15      | 14             | 27. April 2011       | 16. November 2011    | 11. Dezember 2011                 | 11. März 2012                     |
| 16      | 14             | 14. März 2012        | 7. November 2012     | 4. November 2012                  | 23. Juni 2013                     |
| 17      | 10             | 25. September 2013   | 11. Dezember 2013    | 23. März 2014                     | 11. Mai 2014                      |
| 18      | 10             | 24. September 2014   | 10. Dezember 2014    | 12. April 2015                    | 14. Juni 2015                     |
| 19      | 10             | 16. September 2015   | 9. Dezember 2015     | 14. Februar 2016                  | 10. April 2016                    |
| 20      | 10             | 14. September 2016   | 7. Dezember 2016     | 12. März 2017                     | 14. Mai 2017                      |
| 21      | 10             | 13. September 2017   | 6. Dezember 2017     | 4. Februar 2018                   | 8. April 2018                     |
| 22      | 10             | 26. September 2018   | 12. Dezember 2018    | 3. Februar 2019                   | 7. April 2019                     |
| 23      | 10             | 25. September 2019   | 11. Dezember 2019    | 2. Februar 2020                   | 5. April 2020                     |
| 24      | 2              | 30. September 2020   | 10. März 2021        | 6. Juni 2021                      | 13. Juni 2021                     |
| 24      | 2              | 25. November 2021    | 16. Dezember 2021    | 8. Dezember 2022                  | 8. Dezember 2022                  |
| 25      | 6              | 2. Februar 2022      | 16. März 2022        | 7. August 2022                    | 11. September 2022                |
| 25      | 2              | 1. Juni 2022         | 13. Juli 2022        | 8. Dezember 2022                  | 1. Januar 2023                    |
| 26      | 6              | 8. Februar 2023      | 29. März 2023        | 19. Juli 2023                     | 29. Oktober 2023                  |
| 26      | 3              | 27. Oktober 2023     | 24. Mai 2024         | 25. Januar 2024                   | 1. August 2024                    |
| 27      |                | 23. Juli 2025        |                      |                                   |                                   |

## Staffel 1
| Nr. (ges.) | Nr. (St.) | Deutscher Titel                  | Originaltitel                   | Erstausstrahlung USA | Deutschsprachige Erstausstrahlung (D) |
| ---------- | --------- | -------------------------------- | ------------------------------- | -------------------- | ------------------------------------- |
| 1          | 1         | Cartman und die Analsonde        | Cartman Gets an Anal Probe      | 13. Aug. 1997        | 5. Sep. 1999                          |
| 2          | 2         | Wie werde ich ein Kampfkoloß?    | Weight Gain 4000                | 20. Aug. 1997        | 12. Sep. 1999                         |
| 3          | 3         | Knall endlich den Hasen ab!      | Volcano                         | 27. Aug. 1997        | 19. Sep. 1999                         |
| 4          | 4         | Ein Heim für Tiertunten          | Big Gay Al’s Big Gay Boat Ride  | 3. Sep. 1997         | 24. Okt. 1999                         |
| 5          | 5         | Tanz der Mutanten                | An Elephant Makes Love to a Pig | 10. Sep. 1997        | 3. Okt. 1999                          |
| 6          | 6         | Wer killt Opa?                   | Death                           | 17. Sep. 1997        | 10. Okt. 1999                         |
| 7          | 7         | Her mit dem Hirn!                | Pinkeye                         | 29. Okt. 1997        | 18. Okt. 1999                         |
| 8          | 8         | Ein Fettwanst in Äthiopien       | Starvin’ Marvin                 | 19. Nov. 1997        | 31. Okt. 1999                         |
| 9          | 9         | Mr. Hankey, der Weihnachtskot    | Mr. Hankey, the Christmas Poo   | 17. Dez. 1997        | 6. Nov. 1999                          |
| 10         | 10        | Damien                           | Damien                          | 4. Feb. 1998         | 26. Sep. 1999                         |
| 11         | 11        | Geil auf Miss Ellen!             | Tom’s Rhinoplasty               | 11. Feb. 1998        | 14. Nov. 1999                         |
| 12         | 12        | Robo-Streisand                   | Mecha-Streisand                 | 18. Feb. 1998        | 21. Nov. 1999                         |
| 13         | 13        | Cartmans Mama ist eine Schlampe! | Cartman’s Mom Is a Dirty Slut   | 25. Feb. 1998        | 28. Nov. 1999                         |

## Staffel 2
| Nr. (ges.) | Nr. (St.) | Deutscher Titel                                   | Originaltitel                                  | Erstausstrahlung USA | Deutschsprachige Erstausstrahlung (D) |
| ---------- | --------- | ------------------------------------------------- | ---------------------------------------------- | -------------------- | ------------------------------------- |
| 14         | 1         | Terrance & Phillip zeigen: „Pupse gegen Saddam“   | Terrance and Phillip in Not Without My Anus    | 1. Apr. 1998         | 7. Okt. 2000                          |
| 15         | 2         | Und noch immer ist Cartmans Mama eine Schlampe    | Cartman’s Mom Is Still a Dirty Slut            | 22. Apr. 1998        | 14. Okt. 2000                         |
| 16         | 3         | Rauf auf’s Huhn!                                  | Chickenlover                                   | 20. Mai 1998         | 21. Okt. 2000                         |
| 17         | 4         | Kampf um die Vorhaut                              | Ike’s Wee Wee                                  | 27. Mai 1998         | 28. Okt. 2000                         |
| 18         | 5         | Schöner wär ’ne Warze                             | Conjoined Fetus Lady                           | 3. Juni 1998         | 4. Nov. 2000                          |
| 19         | 6         | Jesus verliert Einschaltquoten                    | The Mexican Staring Frog of Southern Sri Lanka | 10. Juni 1998        | 11. Nov. 2000                         |
| 20         | 7         | Griff in die Geschichte                           | City on the Edge of Forever                    | 17. Juni 1998        | 18. Nov. 2000                         |
| 21         | 8         | Tote Hose                                         | Summer Sucks                                   | 24. Juni 1998        | 25. Nov. 2000                         |
| 22         | 9         | Mr. Hankey gegen den Mist aus Hollywood           | Chef’s Chocolate Salty Balls                   | 19. Aug. 1998        | 2. Dez. 2000                          |
| 23         | 10        | Der Wind hat mir ’ne Pocke erzählt…               | Chickenpox                                     | 26. Aug. 1998        | 9. Dez. 2000                          |
| 24         | 11        | Voll das Geheimnis!                               | Roger Ebert Should Lay Off the Fatty Foods     | 2. Sep. 1998         | 6. Jan. 2001                          |
| 25         | 12        | Streit, Scheidung und ein Happy End in 25 Minuten | Clubhouses                                     | 23. Sep. 1998        | 13. Jan. 2001                         |
| 26         | 13        | Coole Kühe                                        | Cow Days                                       | 30. Sep. 1998        | 20. Jan. 2001                         |
| 27         | 14        | Kohle für den Chefkoch                            | Chef Aid                                       | 7. Okt. 1998         | 27. Jan. 2001                         |
| 28         | 15        | Böser, böser Fisch                                | Spookyfish                                     | 28. Okt. 1998        | 10. Feb. 2001                         |
| 29         | 16        | Rohe Weihnachten, Charlie Manson!                 | Merry Christmas, Charlie Manson!               | 9. Dez. 1998         | 16. Dez. 2000                         |
| 30         | 17        | Böse Buben bringen Beistand                       | Gnomes                                         | 16. Dez. 1998        | 17. Feb. 2001                         |
| 31         | 18        | Wem gehört der Typ aus dem Eis?                   | Prehistoric Ice Man                            | 20. Jan. 1999        | 24. Feb. 2001                         |

## Staffel 3
| Nr. (ges.) | Nr. (St.) | Deutscher Titel                                 | Originaltitel                      | Erstausstrahlung USA | Deutschsprachige Erstausstrahlung (D) |
| ---------- | --------- | ----------------------------------------------- | ---------------------------------- | -------------------- | ------------------------------------- |
| 32         | 1         | Regenwald, Regenwald… du lässt mich völlig kalt | Rainforest Shmainforest            | 7. Apr. 1999         | 3. Nov. 2001                          |
| 33         | 2         | Spontane Selbstentzündung                       | Spontaneous Combustion             | 14. Apr. 1999        | 10. Nov. 2001                         |
| 34         | 3         | Chefkoch liebt ’nen Sukkubus!                   | The Succubus                       | 21. Apr. 1999        | 17. Nov. 2001                         |
| 35         | 4         | South Park-Saurier                              | Jackovasaurus                      | 16. Juni 1999        | 24. Nov. 2001                         |
| 36         | 5         | Tweek gegen Craig                               | Tweek vs. Craig                    | 23. Juni 1999        | 1. Dez. 2001                          |
| 37         | 6         | Ich fühl’ mich voll belästigt                   | Sexual Harassment Panda            | 7. Juli 1999         | 8. Dez. 2001                          |
| 38         | 7         | Katzenorgie                                     | Cat Orgy                           | 14. Juli 1999        | 15. Dez. 2001                         |
| 39         | 8         | Wenn der Vater mit dem Vater                    | Two Guys Naked in a Hot Tub        | 21. Juli 1999        | 12. Jan. 2002                         |
| 40         | 9         | Beschnittene Pfadfinder                         | Jewbilee                           | 28. Juli 1999        | 5. Jan. 2002                          |
| 41         | 10        | Korns echt abgefahrene Geisterstory             | Korn’s Groovy Pirate Ghost Mystery | 27. Okt. 1999        | 19. Jan. 2002                         |
| 42         | 11        | Chinpokomon                                     | Chinpokomon                        | 3. Nov. 1999         | 26. Jan. 2002                         |
| 43         | 12        | Vorsicht vor dem wahren Leben                   | Hooked on Monkey Phonics           | 10. Nov. 1999        | 9. Feb. 2002                          |
| 44         | 13        | Hungriger Hugos Mission im All                  | Starvin’ Marvin in Space           | 17. Nov. 1999        | 2. Feb. 2002                          |
| 45         | 14        | Fackeln im Sturm für Arme                       | The Red Badge of Gayness           | 24. Nov. 1999        | 16. Feb. 2002                         |
| 46         | 15        | Halleluja! Mr. Hankeys klassische Weihnachten   | Mr. Hankey’s Christmas Classics    | 1. Dez. 1999         | 23. Feb. 2002                         |
| 47         | 16        | Hallo Gott hier ist Jesus                       | Are You There God? It’s Me, Jesus  | 29. Dez. 1999        | 2. März 2002                          |
| 48         | 17        | Jetzt gibt’s was auf die Ohren!                 | World Wide Recorder Concert        | 12. Jan. 2000        | 9. März 2002                          |

## Staffel 4
| Nr. (ges.) | Nr. (St.) | Deutscher Titel                                     | Originaltitel                         | Erstausstrahlung USA | Deutschsprachige Erstausstrahlung (D) |
| ---------- | --------- | --------------------------------------------------- | ------------------------------------- | -------------------- | ------------------------------------- |
| 49         | 1         | Zahnfee-Mafia & Co                                  | The Tooth Fairy Tats 2000             | 5. Apr. 2000         | 31. Aug. 2002                         |
| 50         | 2         | Die lustige Geschichte über ein Verbrechen aus Hass | Cartman’s Silly Hate Crime 2000       | 12. Apr. 2000        | 7. Sep. 2002                          |
| 51         | 3         | Alle Macht den Drogen                               | Timmy 2000                            | 19. Apr. 2000        | 14. Sep. 2002                         |
| 52         | 4         | Opa macht die Oma tot                               | Quintuplets 2000                      | 26. Apr. 2000        | 21. Sep. 2002                         |
| 53         | 5         | Kennys Karma 52                                     | Cartman Joins NAMBLA                  | 21. Juni 2000        | 28. Sep. 2002                         |
| 54         | 6         | Nicht ohne meine Niere                              | Cherokee Hair Tampons                 | 28. Juni 2000        | 5. Okt. 2002                          |
| 55         | 7         | Flaggenkrieg                                        | Chef Goes Nanners                     | 5. Juli 2000         | 12. Okt. 2002                         |
| 56         | 8         | Flutschfinger on Tour                               | Something You Can Do with Your Finger | 12. Juli 2000        | 19. Okt. 2002                         |
| 57         | 9         | Ist die Hölle behindertengerecht?                   | Do the Handicapped Go to Hell?        | 19. Juli 2000        | 26. Okt. 2002                         |
| 58         | 10        | Wird wohl …                                         | Probably                              | 26. Juli 2000        | 2. Nov. 2002                          |
| 59         | 11        | 4. Klasse!                                          | 4th Grade                             | 8. Nov. 2000         | 9. Nov. 2002                          |
| 60         | 12        | Widerstand ist zwecklos                             | Trapper Keeper                        | 15. Nov. 2000        | 16. Nov. 2002                         |
| 61         | 13        | Helen Keller: Das Musical                           | Helen Keller! The Musical             | 22. Nov. 2000        | 23. Nov. 2002                         |
| 62         | 14        | Große Erwartungen                                   | Pip                                   | 29. Nov. 2000        | 30. Nov. 2002                         |
| 63         | 15        | Die Krazy Kenny Show                                | Fat Camp                              | 6. Dez. 2000         | 7. Dez. 2002                          |
| 64         | 16        | Abenteuer Missbrauch                                | The Wacky Molestation Adventure       | 13. Dez. 2000        | 14. Dez. 2002                         |
| 65         | 17        | … und keiner lacht zur Weihnachtsnacht!             | A Very Crappy Christmas               | 20. Dez. 2000        | 21. Dez. 2002                         |

## Staffel 5
| Nr. (ges.) | Nr. (St.) | Deutscher Titel                                | Originaltitel                         | Erstausstrahlung USA | Deutschsprachige Erstausstrahlung (D) |
| ---------- | --------- | ---------------------------------------------- | ------------------------------------- | -------------------- | ------------------------------------- |
| 66         | 1         | Verfluchtes Fluchwort                          | It Hits the Fan                       | 20. Juni 2001        | 27. Sep. 2003                         |
| 67         | 2         | Krüppel Keile!                                 | Cripple Fight                         | 27. Juni 2001        | 4. Okt. 2003                          |
| 68         | 3         | Die Liga der Super Besten Freunde              | Super Best Friends                    | 4. Juli 2001         | 11. Okt. 2003                         |
| 69         | 4         | Scott Tenorman muss sterben!                   | Scott Tenorman Must Die               | 11. Juli 2001        | 18. Okt. 2003                         |
| 70         | 5         | Terrance & Phillip: Hinter dem Furz            | Terrance and Phillip: Behind the Blow | 18. Juli 2001        | 25. Okt. 2003                         |
| 71         | 6         | Cartmanland                                    | Cartmanland                           | 25. Juli 2001        | 1. Nov. 2003                          |
| 72         | 7         | Hundemelken                                    | Proper Condom Use                     | 1. Aug. 2001         | 8. Nov. 2003                          |
| 73         | 8         | Ein bisschen kiffen?                           | Towelie                               | 8. Aug. 2001         | 15. Nov. 2003                         |
| 74         | 9         | Osama hat nix in der Hose                      | Osama bin Laden Has Farty Pants       | 7. Nov. 2001         | 22. Nov. 2003                         |
| 75         | 10        | Arschgesichter                                 | How to Eat with Your Butt             | 14. Nov. 2001        | 29. Nov. 2003                         |
| 76         | 11        | Was ist es? Wann kann ich es kaufen?           | The Entity                            | 21. Nov. 2001        | 6. Dez. 2003                          |
| 77         | 12        | Will Smith bringt reiches Pack nach South Park | Here Comes the Neighborhood           | 28. Nov. 2001        | 13. Dez. 2003                         |
| 78         | 13        | Kennys Tod                                     | Kenny Dies                            | 5. Dez. 2001         | 20. Dez. 2003                         |
| 79         | 14        | Butters: Das bin ich!                          | Butters’ Very Own Episode             | 12. Dez. 2001        | 27. Dez. 2003                         |

## Staffel 6
| Nr. (ges.) | Nr. (St.) | Deutscher Titel                                         | Originaltitel                                              | Erstausstrahlung USA | Deutschsprachige Erstausstrahlung (D) |
| ---------- | --------- | ------------------------------------------------------- | ---------------------------------------------------------- | -------------------- | ------------------------------------- |
| 80         | 1         | Jared hat AIDS                                          | Jared Has Aides                                            | 6. März 2002         | 11. Sep. 2004                         |
| 81         | 2         | Skifahren ist für’n Arsch                               | Asspen                                                     | 13. März 2002        | 18. Sep. 2004                         |
| 82         | 3         | Freakshow                                               | Freak Strike                                               | 20. März 2002        | 25. Sep. 2004                         |
| 83         | 4         | Vaginitis ohne Kalbfleisch                              | Fun with Veal                                              | 27. März 2002        | 2. Okt. 2004                          |
| 84         | 5         | Die Russell Crowe Show: Mit Prügel um die Welt!         | The New Terrance and Phillip Movie Trailer                 | 3. Apr. 2002         | 9. Okt. 2004                          |
| 85         | 6         | Professor Chaos                                         | Professor Chaos                                            | 10. Apr. 2002        | 16. Okt. 2004                         |
| 86         | 7         | Das gab’s doch schon bei den Simpsons!                  | Simpsons Already Did It                                    | 26. Juni 2002        | 23. Okt. 2004                         |
| 87         | 8         | Nur körperliche Liebe im Vatikan?                       | Red Hot Catholic Love                                      | 3. Juli 2002         | 30. Okt. 2004                         |
| 88         | 9         | Größer, digitaler und umgeschnitten!                    | Free Hat                                                   | 10. Juli 2002        | 6. Nov. 2004                          |
| 89         | 10        | Bebes Brüste bringen Krieg                              | Bebe’s Boobs Destroy Society                               | 17. Juli 2002        | 13. Nov. 2004                         |
| 90         | 11        | Mongolen vor South Park                                 | Child Abduction Is Not Funny                               | 24. Juli 2002        | 20. Nov. 2004                         |
| 91         | 12        | Eine Leiter zum Himmel                                  | A Ladder to Heaven                                         | 6. Nov. 2002         | 27. Nov. 2004                         |
| 92         | 13        | Die Rückkehr der Gefährten des Rings zu den zwei Türmen | The Return of the Fellowship of the Ring to the Two Towers | 13. Nov. 2002        | 4. Dez. 2004                          |
| 93         | 14        | Todescamp der Toleranz                                  | The Death Camp of Tolerance                                | 20. Nov. 2002        | 11. Dez. 2004                         |
| 94         | 15        | Kenny ist in Cartman drin!                              | The Biggest Douche in the Universe                         | 27. Nov. 2002        | 2. Jan. 2005                          |
| 95         | 16        | Mein Zukunfts-Ich und Ich                               | My Future Self n’ Me                                       | 4. Dez. 2002         | 18. Dez. 2004                         |
| 96         | 17        | Weihnachten im Irak: Blut & Wunder                      | Red Sleigh Down                                            | 11. Dez. 2002        | 8. Jan. 2005                          |

## Staffel 7
| Nr. (ges.) | Nr. (St.) | Deutscher Titel                         | Originaltitel             | Erstausstrahlung USA | Deutschsprachige Erstausstrahlung (D) |
| ---------- | --------- | --------------------------------------- | ------------------------- | -------------------- | ------------------------------------- |
| 97         | 1         | Wird die Erde eingestellt??             | Cancelled                 | 19. März 2003        | 10. Sep. 2005                         |
| 98         | 2         | Guter Krüppel, schlechter Krüppel       | Krazy Kripples            | 26. März 2003        | 17. Sep. 2005                         |
| 99         | 3         | Das Schweigen des Klopapiers            | Toilet Paper              | 2. Apr. 2003         | 25. Sep. 2005                         |
| 100        | 4         | South Park 100: Fehlgeburt einer Nation | I’m a Little Bit Country  | 9. Apr. 2003         | 1. Okt. 2005                          |
| 101        | 5         | J-Lo: Das doppelte Flittchen            | Fat Butt and Pancake Head | 16. Apr. 2003        | 8. Okt. 2005                          |
| 102        | 6         | Kleine Kriminale                        | Lil’ Crime Stoppers       | 23. Apr. 2003        | 15. Okt. 2005                         |
| 103        | 7         | Unglaublich geldgeile Ureinwohner       | Red Man’s Greed           | 30. Apr. 2003        | 22. Okt. 2005                         |
| 104        | 8         | Schwule Verschwörung                    | South Park Is Gay!        | 22. Okt. 2003        | 29. Okt. 2005                         |
| 105        | 9         | Christen rocken fett!                   | Christian Rock Hard       | 29. Okt. 2003        | 5. Nov. 2005                          |
| 106        | 10        | Revolution der alten Säcke              | Grey Dawn                 | 5. Nov. 2003         | 12. Nov. 2005                         |
| 107        | 11        | Casa Bonita                             | Casa Bonita               | 12. Nov. 2003        | 19. Nov. 2005                         |
| 108        | 12        | Mormonen machen sich was vor            | All About the Mormons?    | 19. Nov. 2003        | 26. Nov. 2005                         |
| 109        | 13        | Kippe weg!                              | Butt Out                  | 3. Dez. 2003         | 3. Dez. 2005                          |
| 110        | 14        | Wir sind Grufties                       | Raisins                   | 10. Dez. 2003        | 10. Dez. 2005                         |
| 111        | 15        | Blöder die Kanadier nie klingen!        | It’s Christmas in Canada  | 17. Dez. 2003        | 7. Jan. 2006                          |

## Staffel 8
| Nr. (ges.) | Nr. (St.) | Deutscher Titel                      | Originaltitel                      | Erstausstrahlung USA | Deutschsprachige Erstausstrahlung (D) |
| ---------- | --------- | ------------------------------------ | ---------------------------------- | -------------------- | ------------------------------------- |
| 112        | 1         | Spiel und Spaß mit Waffen            | Good Times with Weapons            | 17. März 2004        | 8. Jan. 2007                          |
| 113        | 2         | Mit der Spritze an die Spitze        | Up the Down Steroid                | 24. März 2004        | 10. Jan. 2007                         |
| 114        | 3         | Die Passion des Juden                | The Passion of the Jew             | 31. März 2004        | 15. Jan. 2007                         |
| 115        | 4         | Voll in den Ar*** gefickt            | You Got F’d in the Ass             | 7. Apr. 2004         | 16. Jan. 2007                         |
| 116        | 5         | G.E.I.L.O.M.A.T.                     | AWESOM-O                           | 14. Apr. 2004        | 9. Jan. 2007                          |
| 117        | 6         | Die Jeffersons                       | The Jeffersons                     | 21. Apr. 2004        | 22. Jan. 2007                         |
| 118        | 7         | Immigranten aus der Zukunft          | Goobacks                           | 28. Apr. 2004        | 17. Jan. 2007                         |
| 119        | 8         | Wähl oder stirb                      | Douche and Turd                    | 27. Okt. 2004        | 23. Jan. 2007                         |
| 120        | 9         | Das Böse kommt auf Wall-Marts Sohlen | Something Wal-Mart This Way Comes  | 3. Nov. 2004         | 24. Jan. 2007                         |
| 121        | 10        | Vorschule                            | Pre-School                         | 10. Nov. 2004        | 29. Jan. 2007                         |
| 122        | 11        | Kampf um Quoten                      | Quest for Ratings                  | 17. Nov. 2004        | 30. Jan. 2007                         |
| 123        | 12        | Lasst uns Schlampen spielen          | Stupid Spoiled Whore Video Playset | 1. Dez. 2004         | 31. Jan. 2007                         |
| 124        | 13        | Cartmans unglaubliche Gabe           | Cartman’s Incredible Gift          | 8. Dez. 2004         | 5. Feb. 2007                          |
| 125        | 14        | Weihnacht im Walde                   | Woodland Critter Christmas         | 15. Dez. 2004        | 6. Feb. 2007                          |

## Staffel 9
| Nr. (ges.) | Nr. (St.) | Deutscher Titel                   | Originaltitel                          | Erstausstrahlung USA | Deutschsprachige Erstausstrahlung (D) |
| ---------- | --------- | --------------------------------- | -------------------------------------- | -------------------- | ------------------------------------- |
| 126        | 1         | Mr. Garrisons schicke neue Vagina | Mr. Garrison’s Fancy New Vagina        | 9. März 2005         | 7. Feb. 2007                          |
| 127        | 2         | Stirb Hippie, stirb!              | Die Hippie, Die                        | 16. März 2005        | 12. Feb. 2007                         |
| 128        | 3         | Die supergeile Talentagentur      | Wing                                   | 23. März 2005        | 13. Feb. 2007                         |
| 129        | 4         | ABF’s – Allerbeste Freunde        | Best Friends Forever                   | 30. März 2005        | 14. Feb. 2007                         |
| 130        | 5         | Siegertypen                       | The Losing Edge                        | 6. Apr. 2005         | 19. Feb. 2007                         |
| 131        | 6         | Der Tod von Eric Cartman          | The Death of Eric Cartman              | 13. Apr. 2005        | 20. Feb. 2007                         |
| 132        | 7         | Lattenfieber                      | Erection Day                           | 20. Apr. 2005        | 21. Feb. 2007                         |
| 133        | 8         | Der Treibhauseffekt               | Two Days Before the Day After Tomorrow | 19. Okt. 2005        | 26. Feb. 2007                         |
| 134        | 9         | Das Weissagungsgerät              | Marjorine                              | 26. Okt. 2005        | 27. Feb. 2007                         |
| 135        | 10        | Ei-fersucht                       | Follow That Egg!                       | 2. Nov. 2005         | 28. Feb. 2007                         |
| 136        | 11        | Im Körper des Feindes             | Ginger Kids                            | 9. Nov. 2005         | 5. März 2007                          |
| 137        | 12        | Schrankgeflüster                  | Trapped in the Closet                  | 16. Nov. 2005        | 6. März 2007                          |
| 138        | 13        | Free Willzyx                      | Free Willzyx                           | 30. Nov. 2005        | 7. März 2007                          |
| 139        | 14        | Bloody Mary                       | Bloody Mary                            | 7. Dez. 2005         | 12. März 2007                         |

## Staffel 10
| Nr. (ges.) | Nr. (St.) | Deutscher Titel            | Originaltitel               | Erstausstrahlung USA | Deutschsprachige Erstausstrahlung (D) |
| ---------- | --------- | -------------------------- | --------------------------- | -------------------- | ------------------------------------- |
| 140        | 1         | The Return of the Chefkoch | The Return of Chef          | 22. März 2006        | 13. März 2007                         |
| 141        | 2         | Snobwarnung                | Smug Alert!                 | 29. März 2006        | 14. März 2007                         |
| 142        | 3         | Cartoon Krieg              | Cartoon Wars Part I         | 5. Apr. 2006         | 19. März 2007                         |
| 143        | 4         | Cartoon Krieg 2            | Cartoon Wars Part II        | 12. Apr. 2006        | 20. März 2007                         |
| 144        | 5         | Viel Frottee um nichts     | A Million Little Fibers     | 19. Apr. 2006        | 21. März 2007                         |
| 145        | 6         | Mannbärschwein             | ManBearPig                  | 26. Apr. 2006        | 26. März 2007                         |
| 146        | 7         | Tsst!                      | Tsst                        | 3. Mai 2006          | 27. März 2007                         |
| 147        | 8         | Make Love, Not Warcraft    | Make Love, Not Warcraft     | 4. Okt. 2006         | 28. März 2007                         |
| 148        | 9         | Scheiß Paranoia            | Mystery of the Urinal Deuce | 11. Okt. 2006        | 2. Apr. 2007                          |
| 149        | 10        | Schuljungen-Report         | Miss Teacher Bangs a Boy    | 18. Okt. 2006        | 3. Apr. 2007                          |
| 150        | 11        | Die Hölle auf Erden        | Hell on Earth 2006          | 25. Okt. 2006        | 4. Apr. 2007                          |
| 151        | 12        | Gott ist tot               | Go God Go                   | 1. Nov. 2006         | 10. Feb. 2007                         |
| 152        | 13        | Gott ist tot II            | Go God Go XII               | 8. Nov. 2006         | 11. Feb. 2007                         |
| 153        | 14        | Stanley’s Cup              | Stanley’s Cup               | 15. Nov. 2006        | 7. Feb. 2008                          |

## Staffel 11
| Nr. (ges.) | Nr. (St.) | Deutscher Titel                    | Originaltitel                   | Erstausstrahlung USA | Deutschsprachige Erstausstrahlung (D) |
| ---------- | --------- | ---------------------------------- | ------------------------------- | -------------------- | ------------------------------------- |
| 154        | 1         | Bitte ein „N“                      | With Apologies to Jesse Jackson | 7. März 2007         | 7. Feb. 2008                          |
| 155        | 2         | Cartman Sucks                      | Cartman Sucks                   | 14. März 2007        | 14. Feb. 2008                         |
| 156        | 3         | Laustrophobie                      | Lice Capades                    | 21. März 2007        | 14. Feb. 2008                         |
| 157        | 4         | Hillary 2.4                        | The Snuke                       | 28. März 2007        | 21. Feb. 2008                         |
| 158        | 5         | Der Osterhasen-Code                | Fantastic Easter Special        | 4. Apr. 2007         | 21. Feb. 2008                         |
| 159        | 6         | LesBos                             | D-Yikes!                        | 11. Apr. 2007        | 28. Feb. 2008                         |
| 160        | 7         | Die Nacht der lebenden Obdachlosen | Night of the Living Homeless    | 18. Apr. 2007        | 28. Feb. 2008                         |
| 161        | 8         | Ein bisschen Tourette              | Le Petit Tourette               | 3. Okt. 2007         | 6. März 2008                          |
| 162        | 9         | Das große Geschäft                 | More Crap                       | 10. Okt. 2007        | 6. März 2008                          |
| 163        | 10        | Fantasieland                       | Imaginationland Episode I       | 17. Okt. 2007        | 13. Feb. 2008                         |
| 164        | 11        | Fantasieland – Episode II          | Imaginationland Episode II      | 24. Okt. 2007        | 13. Feb. 2008                         |
| 165        | 12        | Fantasieland – Episode III         | Imaginationland Episode III     | 31. Okt. 2007        | 20. März 2008                         |
| 166        | 13        | Guitar Queer-O                     | Guitar Queer-O                  | 7. Nov. 2007         | 20. März 2008                         |
| 167        | 14        | Die Liste                          | The List                        | 14. Nov. 2007        | 27. März 2008                         |

## Staffel 12
| Nr. (ges.) | Nr. (St.) | Deutscher Titel             | Originaltitel              | Erstausstrahlung USA | Deutschsprachige Erstausstrahlung (D) |
| ---------- | --------- | --------------------------- | -------------------------- | -------------------- | ------------------------------------- |
| 168        | 1         | Ärger mit den Mandeln       | Tonsil Trouble             | 12. März 2008        | 17. Juni 2009                         |
| 169        | 2         | Britney’s neuer Look        | Britney’s New Look         | 19. März 2008        | 18. Juni 2009                         |
| 170        | 3         | Katerstimmung               | Major Boobage              | 26. März 2008        | 19. Juni 2009                         |
| 171        | 4         | Kanada im Streik            | Canada on Strike           | 2. Apr. 2008         | 11. Jan. 2009                         |
| 172        | 5         | Huch, ein Penis             | Eek, a Penis!              | 9. Apr. 2008         | 18. Jan. 2009                         |
| 173        | 6         | Keine Verbindung            | Over Logging               | 16. Apr. 2008        | 25. Jan. 2009                         |
| 174        | 7         | Super Phun Thyme            | Super Fun Time             | 23. Apr. 2008        | 4. März 2009                          |
| 175        | 8         | Das China-Problem           | The China Probrem          | 8. Okt. 2008         | 11. März 2009                         |
| 176        | 9         | Busenfeinde                 | Breast Cancer Show Ever    | 15. Okt. 2008        | 18. März 2009                         |
| 177        | 10        | Pandemic                    | Pandemic                   | 22. Okt. 2008        | 25. März 2009                         |
| 178        | 11        | Pandemic 2: The Startling   | Pandemic 2 – The Startling | 29. Okt. 2008        | 8. Apr. 2009                          |
| 179        | 12        | Obama’s Eleven              | About Last Night…          | 5. Nov. 2008         | 15. Apr. 2009                         |
| 180        | 13        | Elementary School Musical   | Elementary School Musical  | 12. Nov. 2008        | 22. Apr. 2009                         |
| 181        | 14        | Butters im Bann der Dämonen | The Ungroundable           | 19. Nov. 2008        | 6. Mai 2009                           |

## Staffel 13
| Nr. (ges.) | Nr. (St.) | Deutscher Titel            | Originaltitel         | Erstausstrahlung USA | Deutschsprachige Erstausstrahlung (D) |
| ---------- | --------- | -------------------------- | --------------------- | -------------------- | ------------------------------------- |
| 182        | 1         | Der Ring                   | The Ring              | 11. März 2009        | 9. Feb. 2010                          |
| 183        | 2         | Der Coon                   | The Coon              | 18. März 2009        | 16. Feb. 2010                         |
| 184        | 3         | Margaritaville             | Margaritaville        | 25. März 2009        | 23. Feb. 2010                         |
| 185        | 4         | Queeft los                 | Eat, Pray, Queef      | 1. Apr. 2009         | 2. März 2010                          |
| 186        | 5         | Leck mich am Stäbchen      | Fishsticks            | 8. Apr. 2009         | 9. März 2010                          |
| 187        | 6         | Pinewood Derby             | Pinewood Derby        | 15. Apr. 2009        | 16. März 2010                         |
| 188        | 7         | Käpt’n Fettbart            | Fatbeard              | 22. Apr. 2009        | 23. März 2010                         |
| 189        | 8         | Tote Promis                | Dead Celebrities      | 7. Okt. 2009         | 30. März 2010                         |
| 190        | 9         | Butters Ober-Bitch         | Butters’ Bottom Bitch | 14. Okt. 2009        | 7. Apr. 2010                          |
| 191        | 10        | Ringen um Wrestling        | W.T.F.                | 21. Okt. 2009        | 14. Apr. 2010                         |
| 192        | 11        | Der Sündenwal              | Whale Whores          | 28. Okt. 2009        | 21. Apr. 2010                         |
| 193        | 12        | Schwule Schwuchteln        | The F Word            | 4. Nov. 2009         | 28. Apr. 2010                         |
| 194        | 13        | Der mit dem Schlumpf tanzt | Dances with Smurfs    | 11. Nov. 2009        | 4. Mai 2010                           |
| 195        | 14        | Pipi Park                  | Pee                   | 18. Nov. 2009        | 11. Mai 2010                          |

## Staffel 14
| Nr. (ges.) | Nr. (St.) | Deutscher Titel                   | Originaltitel                     | Erstausstrahlung USA | Deutschsprachige Erstausstrahlung (D) |
| ---------- | --------- | --------------------------------- | --------------------------------- | -------------------- | ------------------------------------- |
| 196        | 1         | Sexual Healing                    | Sexual Healing                    | 17. März 2010        | 17. Dez. 2010                         |
| 197        | 2         | Als die Kacke Pipi musste         | The Tale of Scrotie McBoogerballs | 24. März 2010        | 24. Dez. 2010                         |
| 198        | 3         | THC versus KFC                    | Medicinal Fried Chicken           | 31. März 2010        | 31. Dez. 2010                         |
| 199        | 4         | Du hast 0 Freunde                 | You Have 0 Friends                | 7. Apr. 2010         | 7. Jan. 2011                          |
| 200        | 5         | —                                 | 200                               | 14. Apr. 2010        | —                                     |
| 201        | 6         | —                                 | 201                               | 21. Apr. 2010        | —                                     |
| 202        | 7         | Krüppel Camp                      | Crippled Summer                   | 28. Apr. 2010        | 14. Jan. 2011                         |
| 203        | 8         | Arm aber dämlich                  | Poor and Stupid                   | 6. Okt. 2010         | 21. Jan. 2011                         |
| 204        | 9         | So’n Jersey Ding                  | It's a Jersey Thing               | 13. Okt. 2010        | 28. Jan. 2011                         |
| 205        | 10        | Messie-Syndrom                    | Insheeption                       | 20. Okt. 2010        | 4. Feb. 2011                          |
| 206        | 11        | Der Coon 2                        | Coon 2: Hindsight                 | 27. Okt. 2010        | 11. Feb. 2011                         |
| 207        | 12        | Mysterion schlägt zurück          | Mysterion Rises                   | 3. Nov. 2010         | 18. Feb. 2011                         |
| 208        | 13        | Der Coon vs. der Coon and Friends | Coon vs. Coon and Friends         | 10. Nov. 2010        | 25. Feb. 2011                         |
| 209        | 14        | Creme Fraiche                     | Crème Fraiche                     | 17. Nov. 2010        | 4. März 2011                          |

Anmerkungen:
1. 1 2 3 4  Diese Doppelfolge wurde nach ihrer Erstausstrahlung in den USA von allen offiziellen Seiten entfernt und nicht im TV wiederholt. In Deutschland erschienen die Episoden weder im Fernsehen, noch später auf DVD oder anderen Kanälen, daher existiert keine deutsche Übersetzung der Episoden.

## Staffel 15
Die Erstausstrahlung der fünfzehnten Staffel war vom 27. April bis zum 16. November 2011 auf dem US-amerikanischen Kabelsender Comedy Central zu sehen. Die deutschsprachige Erstausstrahlung fand vom 11. Dezember 2011 bis 11. März 2012 auf dem deutschen Comedy Central statt.
| Nr. (ges.) | Nr. (St.) | Deutscher Titel             | Originaltitel                   | Erstausstrahlung USA | Deutschsprachige Erstausstrahlung (D) |
| ---------- | --------- | --------------------------- | ------------------------------- | -------------------- | ------------------------------------- |
| 210        | 1         | HUMANCENTiPAD               | HUMANCENTiPAD                   | 27. Apr. 2011        | 11. Dez. 2011                         |
| 211        | 2         | Funnybot                    | Funnybot                        | 4. Mai 2011          | 18. Dez. 2011                         |
| 212        | 3         | Pudding Royal               | Royal Pudding                   | 11. Mai 2011         | 25. Dez. 2011                         |
| 213        | 4         | T.M.I.                      | T.M.I.                          | 18. Mai 2011         | 1. Jan. 2012                          |
| 214        | 5         | Crack-Baby Basketball       | Crack Baby Athletic Association | 25. Mai 2011         | 8. Jan. 2012                          |
| 215        | 6         | City Sushi                  | City Sushi                      | 1. Juni 2011         | 15. Jan. 2012                         |
| 216        | 7         | Hört sich wie Scheiße an    | You’re Getting Old              | 8. Juni 2011         | 22. Jan. 2012                         |
| 217        | 8         | Arschburger                 | Ass Burgers                     | 5. Okt. 2011         | 29. Jan. 2012                         |
| 218        | 9         | Der letzte Meheekaner       | The Last of the Meheecans       | 12. Okt. 2011        | 5. Feb. 2012                          |
| 219        | 10        | Barsch-zu-Mund              | Bass to Mouth                   | 19. Okt. 2011        | 12. Feb. 2012                         |
| 220        | 11        | Broadway Bros               | Broadway Bro Down               | 26. Okt. 2011        | 19. Feb. 2012                         |
| 221        | 12        | 1 %                         | 1 %                             | 2. Nov. 2011         | 26. Feb. 2012                         |
| 222        | 13        | Erntedank und Doku-Drama    | A History Channel Thanksgiving  | 9. Nov. 2011         | 4. März 2012                          |
| 223        | 14        | Immer Ärger mit Proll-Trash | The Poor Kid                    | 16. Nov. 2011        | 11. März 2012                         |

## Staffel 16
Die Erstausstrahlung der sechzehnten Staffel war vom 14. März 2012 bis zum 7. November 2012 auf dem US-amerikanischen Kabelsender Comedy Central zu sehen. Die deutschsprachige Erstausstrahlung war vom 4. November 2012 bis zum 23. Juni 2013 beim deutschen Ableger von Comedy Central zu sehen.
| Nr. (ges.) | Nr. (St.) | Deutscher Titel            | Originaltitel                      | Erstausstrahlung USA | Deutschsprachige Erstausstrahlung (D) |
| ---------- | --------- | -------------------------- | ---------------------------------- | -------------------- | ------------------------------------- |
| 224        | 1         | Rückwärts Reiten           | Reverse Cowgirl                    | 14. März 2012        | 4. Nov. 2012                          |
| 225        | 2         | Wer hat zuerst gerochen?   | Cash For Gold                      | 21. März 2012        | 11. Nov. 2012                         |
| 226        | 3         | Faith Hilling              | Faith Hilling                      | 28. März 2012        | 18. Nov. 2012                         |
| 227        | 4         | Judapacabra                | Jewpacabra                         | 4. Apr. 2012         | 25. Nov. 2012                         |
| 228        | 5         | Butters Eier               | Butterballs                        | 11. Apr. 2012        | 2. Dez. 2012                          |
| 229        | 6         | Ziplining                  | I Should Have Never Gone Ziplining | 18. Apr. 2012        | 9. Dez. 2012                          |
| 230        | 7         | Armor Eric                 | Cartman Finds Love                 | 25. Apr. 2012        | 16. Dez. 2012                         |
| 231        | 8         | Sarcastaball               | Sarcastaball                       | 26. Sep. 2012        | 12. Mai 2013                          |
| 232        | 9         | Eine hohle Bar             | Raising the Bar                    | 3. Okt. 2012         | 19. Mai 2013                          |
| 233        | 10        | Gasmaske                   | Insecurity                         | 10. Okt. 2012        | 26. Mai 2013                          |
| 234        | 11        | Urlaub mit Kenny & Butters | Going Native                       | 17. Okt. 2012        | 2. Juni 2013                          |
| 235        | 12        | Ein Alptraum an Halloween  | A Nightmare on Face Time           | 24. Okt. 2012        | 9. Juni 2013                          |
| 236        | 13        | Ein toller Applaus         | A Scause for Applause              | 31. Okt. 2012        | 16. Juni 2013                         |
| 237        | 14        | Wählt Obama!               | Obama Wins!                        | 7. Nov. 2012         | 23. Juni 2013                         |

## Staffel 17
Die Erstausstrahlung der siebzehnten Staffel war vom 25. September bis zum 11. Dezember 2013 auf dem US-amerikanischen Kabelsender Comedy Central zu sehen. Die deutschsprachige Erstausstrahlung sendete der deutsche Ableger von Comedy Central vom 23. März bis zum 11. Mai 2014.
| Nr. (ges.) | Nr. (St.) | Deutscher Titel                         | Originaltitel                   | Erstausstrahlung USA | Deutschsprachige Erstausstrahlung (D) |
| ---------- | --------- | --------------------------------------- | ------------------------------- | -------------------- | ------------------------------------- |
| 238        | 1         | Lass los, die NSA liebt dich            | Let Go, Let Gov                 | 25. Sep. 2013        | 23. März 2014                         |
| 239        | 2         | Infotainment-Mörderpornos               | Informative Murder Porn         | 2. Okt. 2013         | 30. März 2014                         |
| 240        | 3         | World War Zimmerman                     | World War Zimmerman             | 9. Okt. 2013         | 6. Apr. 2014                          |
| 241        | 4         | Goth Kids 3                             | Goth Kids 3: Dawn of the Posers | 23. Okt. 2013        | 13. Apr. 2014                         |
| 242        | 5         | Die Zähmung des widerspenstigen Spaltes | Taming Strange                  | 30. Okt. 2013        | 27. Apr. 2014                         |
| 243        | 6         | Ginger Kuh                              | Ginger Cow                      | 6. Nov. 2013         | 4. Mai 2014                           |
| 244        | 7         | Die Red Robin Hochzeit                  | Black Friday                    | 13. Nov. 2013        | 20. Apr. 2014                         |
| 245        | 8         | Das Lied von Arsch und Feuer            | A Song of Ass and Fire          | 20. Nov. 2013        | 20. Apr. 2014                         |
| 246        | 9         | Titten und Drachen                      | Titties and Dragons             | 4. Dez. 2013         | 20. Apr. 2014                         |
| 247        | 10        | Der Hobbit                              | The Hobbit                      | 11. Dez. 2013        | 11. Mai 2014                          |

## Staffel 18
Die Erstausstrahlung der zehn Episoden umfassenden achtzehnten Staffel war vom 24. September 2014 bis 10. Dezember 2014 auf dem US-amerikanischen Kabelsender Comedy Central zu sehen. Die deutschsprachige Erstausstrahlung sendete der deutsche Ableger von Comedy Central vom 12. April 2015 bis 14. Juni 2015.
| Nr. (ges.) | Nr. (St.) | Deutscher Titel               | Originaltitel       | Erstausstrahlung USA | Deutschsprachige Erstausstrahlung (D) |
| ---------- | --------- | ----------------------------- | ------------------- | -------------------- | ------------------------------------- |
| 248        | 1         | Leckt euch selbst             | Go Fund Yourself    | 24. Sep. 2014        | 12. Apr. 2015                         |
| 249        | 2         | Glutenfreies Ebola            | Gluten Free Ebola   | 1. Okt. 2014         | 19. Apr. 2015                         |
| 250        | 3         | Die Cissy                     | The Cissy           | 8. Okt. 2014         | 26. Apr. 2015                         |
| 251        | 4         | Handicar                      | Handicar            | 15. Okt. 2014        | 3. Mai 2015                           |
| 252        | 5         | Der magische Busch            | The Magic Bush      | 29. Okt. 2014        | 10. Mai 2015                          |
| 253        | 6         | Freemium gibt’s nicht umsonst | Freemium Isn’t Free | 5. Nov. 2014         | 17. Mai 2015                          |
| 254        | 7         | Die Hausarrest-Schleife       | Grounded Vindaloop  | 12. Nov. 2014        | 24. Mai 2015                          |
| 255        | 8         | Piep-Hahn-Magic               | Cock Magic          | 19. Nov. 2014        | 31. Mai 2015                          |
| 256        | 9         | Hashtag „Aufwärmen“           | #REHASH             | 3. Dez. 2014         | 7. Juni 2015                          |
| 257        | 10        | Fröhliche Hologramme          | #HappyHolograms     | 10. Dez. 2014        | 14. Juni 2015                         |

## Staffel 19
Die Erstausstrahlung der 19. Staffel war vom 16. September bis zum 9. Dezember 2015 auf dem US-amerikanischen Kabelsender Comedy Central zu sehen. Die deutschsprachige Erstausstrahlung sendete der deutsche Free-TV-Sender Comedy Central vom 14. Februar 2016 bis zum 10. April 2016.
| Nr. (ges.) | Nr. (St.) | Deutscher Titel                  | Originaltitel              | Erstausstrahlung USA | Deutschsprachige Erstausstrahlung (D) |
| ---------- | --------- | -------------------------------- | -------------------------- | -------------------- | ------------------------------------- |
| 258        | 1         | Umwerfend und mutig              | Stunning and Brave         | 16. Sep. 2015        | 14. Feb. 2016                         |
| 259        | 2         | Wo ist mein Land hin?            | Where My Country Gone?     | 23. Sep. 2015        | 14. Feb. 2016                         |
| 260        | 3         | Die mieseste Gegend der Stadt    | The City Part of Town      | 30. Sep. 2015        | 21. Feb. 2016                         |
| 261        | 4         | Sag Ja zu Yelp                   | You’re Not Yelping         | 14. Okt. 2015        | 28. Feb. 2016                         |
| 262        | 5         | Ein sicherer Raum                | Safe Space                 | 21. Okt. 2015        | 6. März 2016                          |
| 263        | 6         | Tweek und Craig                  | Tweek x Craig              | 28. Okt. 2015        | 13. März 2016                         |
| 264        | 7         | Böse Ninjas                      | Naughty Ninjas             | 11. Nov. 2015        | 20. März 2016                         |
| 265        | 8         | Gesponserte Inhalte              | Sponsored Content          | 18. Nov. 2015        | 27. März 2016                         |
| 266        | 9         | Werbung und Wahrheit             | Truth and Advertising      | 2. Dez. 2015         | 3. Apr. 2016                          |
| 267        | 10        | PC Principal: Tag der Abrechnung | PC Principal Final Justice | 9. Dez. 2015         | 10. Apr. 2016                         |

## Staffel 20
Die Erstausstrahlung der 20. Staffel war vom 14. September bis zum 7. Dezember 2016 auf dem US-amerikanischen Kabelsender Comedy Central zu sehen. Die deutschsprachige Erstausstrahlung sendete der deutsche Free-TV-Sender Comedy Central vom 12. März bis zum 14. Mai 2017.
| Nr. (ges.) | Nr. (St.) | Deutscher Titel                                | Originaltitel                          | Erstausstrahlung USA | Deutschsprachige Erstausstrahlung (D) |
| ---------- | --------- | ---------------------------------------------- | -------------------------------------- | -------------------- | ------------------------------------- |
| 268        | 1         | Weißt-du-noch-Beeren                           | Member Berries                         | 14. Sep. 2016        | 12. März 2017                         |
| 269        | 2         | Skankhunt                                      | Skank Hunt                             | 21. Sep. 2016        | 19. März 2017                         |
| 270        | 3         | Die Verdammten                                 | The Damned                             | 28. Sep. 2016        | 26. März 2017                         |
| 271        | 4         | Schniedel raus                                 | Wieners Out                            | 12. Okt. 2016        | 2. Apr. 2017                          |
| 272        | 5         | Der Einlauf und dänische Delikatessen          | Douche and a Danish                    | 19. Okt. 2016        | 9. Apr. 2017                          |
| 273        | 6         | Fort Collins                                   | Fort Collins                           | 26. Okt. 2016        | 16. Apr. 2017                         |
| 274        | 7         | Herrgott!                                      | Oh, Jeez                               | 9. Nov. 2016         | 23. Apr. 2017                         |
| 275        | 8         | Nur für Mitglieder                             | Members Only                           | 16. Nov. 2016        | 30. Apr. 2017                         |
| 276        | 9         | Nicht witzig                                   | Not Funny                              | 30. Nov. 2016        | 7. Mai 2017                           |
| 277        | 10        | Das Ende der Serialisierung wie wir sie kennen | The End of Serialization as We Know It | 7. Dez. 2016         | 14. Mai 2017                          |

## Staffel 21
Die Erstausstrahlung der 21. Staffel war vom 13. September bis zum 6. Dezember 2017 auf dem US-amerikanischen Kabelsender Comedy Central zu sehen. Die deutschsprachige Erstausstrahlung wurde zwischen dem 4. Februar und 8. April 2018 auf dem deutschen Free-TV-Sender Comedy Central gesendet.
| Nr. (ges.) | Nr. (St.) | Deutscher Titel         | Originaltitel                  | Erstausstrahlung USA | Deutschsprachige Erstausstrahlung (D) |
| ---------- | --------- | ----------------------- | ------------------------------ | -------------------- | ------------------------------------- |
| 278        | 1         | Weiße renovieren Häuser | White People Renovating Houses | 13. Sep. 2017        | 4. Feb. 2018                          |
| 279        | 2         | Leg es weg              | Put It Down                    | 20. Sep. 2017        | 11. Feb. 2018                         |
| 280        | 3         | Feiertagsspezial        | Holiday Special                | 27. Sep. 2017        | 18. Feb. 2018                         |
| 281        | 4         | Franchise Prequel       | Franchise Prequel              | 11. Okt. 2017        | 25. Feb. 2018                         |
| 282        | 5         | Hummelfiguren & Heroin  | Hummels & Heroin               | 18. Okt. 2017        | 4. März 2018                          |
| 283        | 6         | Hexensöhne              | Sons a Witches                 | 25. Okt. 2017        | 11. März 2018                         |
| 284        | 7         | Jahrestag               | Doubling Down                  | 8. Nov. 2017         | 18. März 2018                         |
| 285        | 8         | Moos-Ferkel             | Moss Piglets                   | 15. Nov. 2017        | 25. März 2018                         |
| 286        | 9         | Total PC                | Super Hard PCness              | 29. Nov. 2017        | 1. Apr. 2018                          |
| 287        | 10        | Zermatschte Tomate      | Splatty Tomato                 | 6. Dez. 2017         | 8. Apr. 2018                          |

## Staffel 22
Die Erstausstrahlung der 22. Staffel war vom 26. September bis zum 12. Dezember 2018 auf dem US-amerikanischen Kabelsender Comedy Central zu sehen. Die deutschsprachige Erstausstrahlung wurde zwischen dem 3. Februar und 7. April 2019 auf Comedy Central ausgestrahlt.
| Nr. (ges.) | Nr. (St.) | Deutscher Titel            | Originaltitel            | Erstausstrahlung USA | Deutschsprachige Erstausstrahlung (D) |
| ---------- | --------- | -------------------------- | ------------------------ | -------------------- | ------------------------------------- |
| 288        | 1         | Tote Kinder                | Dead Kids                | 26. Sep. 2018        | 3. Feb. 2019                          |
| 289        | 2         | Ein Junge und ein Priester | A Boy and a Priest       | 3. Okt. 2018         | 10. Feb. 2019                         |
| 290        | 3         | Ein Kack-Problem           | The Problem with the Poo | 10. Okt. 2018        | 17. Feb. 2019                         |
| 291        | 4         | Tegridy Farms              | Tegridy Farms            | 17. Okt. 2018        | 24. Feb. 2019                         |
| 292        | 5         | Die Roller                 | The Scoots               | 31. Okt. 2018        | 3. März 2019                          |
| 293        | 6         | Jetzt wird’s ernte         | Time to Get Cereal       | 7. Nov. 2018         | 10. März 2019                         |
| 294        | 7         | Niemand meint’s ernte?     | Nobody Got Cereal?       | 14. Nov. 2018        | 17. März 2019                         |
| 295        | 8         | Buddha-Box                 | Buddha Box               | 28. Nov. 2018        | 24. März 2019                         |
| 296        | 9         | Unerfüllt                  | Unfulfilled              | 5. Dez. 2018         | 31. März 2019                         |
| 297        | 10        | Fahrradparade              | Bike Parade              | 12. Dez. 2018        | 7. Apr. 2019                          |

## Staffel 23
Die Erstausstrahlung der 23. Staffel war vom 25. September bis zum 11. Dezember 2019 auf dem US-amerikanischen Kabelsender Comedy Central zu sehen. Die deutschsprachige Fassung wurde zwischen dem 2. Februar und 5. April 2020 auf Comedy Central ausgestrahlt.
| Nr. (ges.) | Nr. (St.) | Deutscher Titel                 | Originaltitel                   | Erstausstrahlung USA | Deutschsprachige Erstausstrahlung (D) |
| ---------- | --------- | ------------------------------- | ------------------------------- | -------------------- | ------------------------------------- |
| 298        | 1         | Mexikanischer Joker             | Mexican Joker                   | 25. Sep. 2019        | 2. Feb. 2020                          |
| 299        | 2         | Verbannt in China               | Band in China                   | 2. Okt. 2019         | 9. Feb. 2020                          |
| 300        | 3         | Schuss!                         | Shots!!!                        | 9. Okt. 2019         | 16. Feb. 2020                         |
| 301        | 4         | Sollen sie doch Glibber essen   | Let Them Eat Goo                | 16. Okt. 2019        | 23. Feb. 2020                         |
| 302        | 5         | Tegridy Farms Halloween-Special | Tegridy Farms Halloween Special | 30. Okt. 2019        | 1. März 2020                          |
| 303        | 6         | Staffelfinale                   | Season Finale                   | 6. Nov. 2019         | 8. März 2020                          |
| 304        | 7         | Brettspiele                     | Board Girls                     | 13. Nov. 2019        | 15. März 2020                         |
| 305        | 8         | Kot-Diebe                       | Turd Burglars                   | 27. Nov. 2019        | 22. März 2020                         |
| 306        | 9         | Verkabelung                     | Basic Cable                     | 4. Dez. 2019         | 29. März 2020                         |
| 307        | 10        | Weihnachtsschnee                | Christmas Snow                  | 11. Dez. 2019        | 5. Apr. 2020                          |

## Staffel 24
Die 24. Staffel besteht aus zwei Specialfolgen sowie zwei Fernsehfilmen und ist somit die kürzeste Staffel der Serie. Die zwei Specialfolgen liefen am 30. September 2020 und am 10. März 2021 auf dem US-amerikanischen Kabelsender Comedy Central. Die zwei Streamingfilme hatten am 25. November und 16. Dezember 2021 beim Streamingdienst Paramount+ Premiere. Die Erstausstrahlung der deutschsprachigen Synchronisation der zwei Specialfolgen fand am 6. und 13. Juni 2021 auf Comedy Central statt. Die zwei Streamingfilme wurden ebenfalls bei Paramount+ veröffentlicht, da jedoch erst zum 8. Dezember 2022.
| Nr. (ges.)              | Nr. (St.) | Deutscher Titel                                | Originaltitel                               | Erstveröffentlichung USA | Deutschsprachige Erstveröffentlichung (D) |
| ----------------------- | --------- | ---------------------------------------------- | ------------------------------------------- | ------------------------ | ----------------------------------------- |
| Comedy-Central-Episoden |           |                                                |                                             |                          |                                           |
| 308                     | 1         | Das Pandemie-Special                           | The Pandemic Special                        | 30. Sep. 2020            | 6. Juni 2021                              |
| 309                     | 2         | South ParQ Impfspecial                         | South ParQ Vaccination Special              | 10. März 2021            | 13. Juni 2021                             |
| Paramount+-Filme        |           |                                                |                                             |                          |                                           |
| 310                     | 3         | South Park: Post COVID                         | South Park: Post Covid                      | 25. Nov. 2021            | 8. Dez. 2022                              |
| 311                     | 4         | South Park: Post COVID: Die Rückkehr von COVID | South Park: Post Covid: The Return of Covid | 16. Dez. 2021            | 8. Dez. 2022                              |

## Staffel 25
Am 14. Januar 2022 wurde der Premierentermin für Staffel 25 bekannt gegeben, zusammen mit der Information, dass sechs Episoden ab dem 2. Februar 2022 ausgestrahlt werden sollen. Die Ausstrahlung der OmU-Fassung startete am 6. Februar 2022 auf Comedy Central. Die deutsche Synchronfassung wurde ab 7. August bei Comedy Central gesendet.
| Nr. (ges.)              | Nr. (St.) | Deutscher Titel                          | Originaltitel                            | Erstveröffentlichung USA | Deutschsprachige Erstveröffentlichung (D) |
| ----------------------- | --------- | ---------------------------------------- | ---------------------------------------- | ------------------------ | ----------------------------------------- |
| Comedy-Central-Episoden |           |                                          |                                          |                          |                                           |
| 312                     | 1         | Pyjama-Tag                               | Pajama Day                               | 2. Feb. 2022             | 7. Aug. 2022                              |
| 313                     | 2         | Der Große Trick                          | The Big Fix                              | 9. Feb. 2022             | 14. Aug. 2022                             |
| 314                     | 3         | Stadtmenschen                            | City People                              | 16. Feb. 2022            | 21. Aug. 2022                             |
| 315                     | 4         | Zurück zum Kalten Krieg                  | Back to the Cold War                     | 2. März 2022             | 28. Aug. 2022                             |
| 316                     | 5         | Hilfe, mein Teenager hasst mich!         | Help, My Teenager Hates Me!              | 9. März 2022             | 4. Sep. 2022                              |
| 317                     | 6         | Credigree Weed St. Patrick’s Day Special | Credigree Weed St. Patrick’s Day Special | 16. März 2022            | 11. Sep. 2022                             |
| Paramount+-Filme        |           |                                          |                                          |                          |                                           |
| 318                     | 7         | South Park: The Streaming Wars           | South Park: The Streaming Wars           | 1. Juni 2022             | 8. Dez. 2022                              |
| 319                     | 8         | South Park: The Streaming Wars Teil 2    | South Park: The Streaming Wars: Part 2   | 13. Juli 2022            | 1. Jan. 2023                              |

## Staffel 26
Die Erstausstrahlung der 26. Staffel war vom 8. Februar bis zum 29. März 2023 auf dem US-amerikanischen Kabelsender Comedy Central zu sehen. In Deutschland wurden die ersten drei Folgen unangekündigt am 19. und 20. Juli 2023 in der deutschen Synchronfassung gezeigt. Der offizielle Staffelstart war am 24. September 2023.
| Nr. (ges.)              | Nr. (St.) | Deutscher Titel                         | Originaltitel                          | Erstveröffentlichung USA | Deutschsprachige Erstveröffentlichung (D) |
| ----------------------- | --------- | --------------------------------------- | -------------------------------------- | ------------------------ | ----------------------------------------- |
| Comedy-Central-Episoden |           |                                         |                                        |                          |                                           |
| 320                     | 1         | Cupid Ye                                | Cupid Ye                               | 8. Feb. 2023             | 19. Juli 2023                             |
| 321                     | 2         | Die Internationale Privatsphären-Tour   | The Worldwide Privacy Tour             | 15. Feb. 2023            | 20. Juli 2023                             |
| 322                     | 3         | Japanische Toilette                     | Japanese Toilets                       | 1. März 2023             | 20. Juli 2023                             |
| 323                     | 4         | Künstliche Intelligenz                  | Deep Learning                          | 8. März 2023             | 15. Okt. 2023                             |
| 324                     | 5         | DikinBaus Hot Dogs                      | DikinBaus Hot Dogs                     | 22. März 2023            | 22. Okt. 2023                             |
| 325                     | 6         | Spring Break                            | Spring Break                           | 29. März 2023            | 29. Okt. 2023                             |
| Paramount+-Filme        |           |                                         |                                        |                          |                                           |
| 326                     | 7         | South Park: Joining the Panderverse     | South Park: Joining the Panderverse    | 27. Okt. 2023            | 25. Jan. 2024                             |
| 327                     | 8         | South Park (Für Kinder nicht geeignet)  | South Park (Not Suitable for Children) | 20. Dez. 2023            | 27. Feb. 2024                             |
| 328                     | 9         | South Park: Das Ende der Fettleibigkeit | South Park: The End of Obesity         | 24. Mai 2024             | 1. Aug. 2024                              |

## Staffel 27
Die Erstausstrahlung der 27. Staffel ist seit 23. Juli 2025 auf dem US-amerikanischen Kabelsender Comedy Central zu sehen.
| Nr. (ges.) | Nr. (St.) | Deutscher Titel      | Originaltitel        | Erstveröffentlichung USA | Deutschsprachige Erstveröffentlichung (D) |
| ---------- | --------- | -------------------- | -------------------- | ------------------------ | ----------------------------------------- |
| 329        | 1         | Bergpredigt          | Sermon on the ‘Mount | 23. Juli 2025            | –                                         |
| 330        | 2         | Hart verdiente Kröte | Got a Nut            | 6. Aug. 2025             | –                                         |

## Zukunft
Im August 2021 gab Comedy Central bekannt, dass Parker und Stone einen 900-Millionen-Dollar-Vertrag über die Verlängerung der Serie auf 30 Staffeln bis 2027 und 14 Spielfilme exklusiv für die Streaming-Plattform Paramount+ unterzeichnet haben.
Am 23. Juli 2025 wurde die Serie um 50 Folgen für die kommenden fünf Jahre verlängert. Zeitgleich mit dieser Ankündigung wurde Paramount+ zudem zur Streaming-Heimat der Serie in den USA, nachdem die exklusiven Streamingrechte bei HBO Max im Juni 2025 ausgelaufen waren.